# Diplomatarium Norvegicum

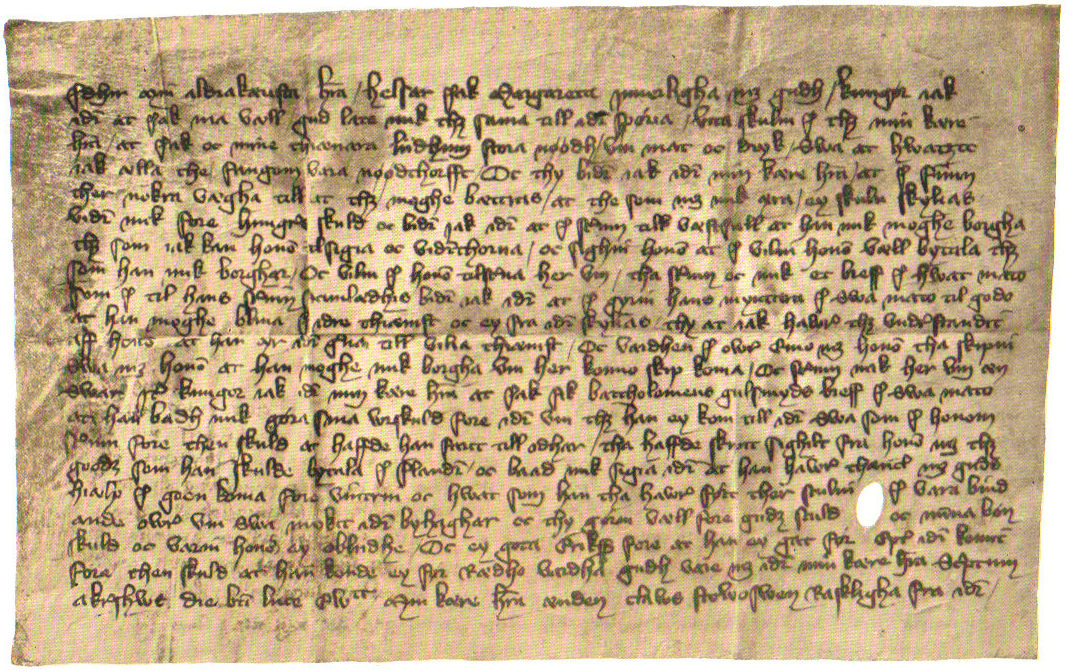
Page d'une lettre de la reine Marguerite I^{re} au roi Håkon VI de Norvège, circa 1370

Diplomatarium Norvegicum est une série de livres contenant les textes de documents et de lettres norvégiens datant d'avant 1590, dans leur intégralité et dans leur langue originale. La série se compose de 22 volumes, contenant les textes d'environ 20 000 documents.
Le premier volume a été publié en 1848 à l'initiative de l'historien Christian CA Lange (1810-1861), qui fut l'archiviste national de la Norvège (Riksarkivar). Le travail de transcription des sources s'est poursuivi pendant plus de cent ans jusqu'en 1972. Le document le plus ancien date d'environ 1050, mais la majeure partie des documents date d'après 1300. La langue de la plupart des lettres est le vieux norrois, le vieux norvégien ou le vieux danois . Certaines lettres, en particulier celles liées à l'Église ou à la correspondance internationale, sont en latin, .
Le Diplomatarium Norvegicum (généralement abrégé DN) est une source indispensable pour les historiens étudiant l'histoire médiévale norvégienne à partir d'environ 1300. La série a également été publiée sous forme de base de données consultable sur Internet.

## Sources
- (en) Cet article est partiellement ou en totalité issu de l’article de Wikipédia en anglais intitulé « Diplomatarium Norvegicum » (voir la liste des auteurs).